# Zhaoliqiao (köpinghuvudort i Kina, Hubei Sheng, lat 29,57, long 113,71)
Zhaoliqiao (kinesiska: 赵李桥, 赵李桥镇) är en köpinghuvudort i Kina. Den ligger i provinsen Hubei, i den centrala delen av landet, omkring 130 kilometer sydväst om provinshuvudstaden Wuhan. Antalet invånare är 22 793. Befolkningen består av 11 088 kvinnor och 11 705 män. Barn under 15 år utgör 16,0 %, vuxna 15-64 år 75 %, och äldre över 65 år 8,0 %.
Runt Zhaoliqiao är det ganska tätbefolkat, med 248 invånare per kvadratkilometer. Närmaste större samhälle är Xindian, 9,3 km norr om Zhaoliqiao. I omgivningarna runt Zhaoliqiao växer huvudsakligen savannskog.
Genomsnittlig årsnederbörd är 1 743 millimeter. Den regnigaste månaden är maj, med i genomsnitt 244 mm nederbörd, och den torraste är januari, med 42 mm nederbörd.